# Metahalon
Metahalon je hipnotički sedativ. Prodavao se pod brendovimaQuaalude i Sopor, između ostalih, koji je sadržavao 300 mg metahalona, i prodavan kao kombinovani lek pod brendom Mandrax, koji je sadržavao 250 mg metahalona i 25 mg difenhidramina u istoj tablet, uglavnom u Evropi. Komercijalna proizvodnja metahalona je zaustavljena sredinom 1980-ih zbog široko rasprostranjene zloupotrebe i zavisnosti. Član je klase hinazolinona.
Sedativno-hipnotička aktivnost metahalona prvi put je zabeležena 1955. Godine 1962, metahalon su patentirali u Sjedinjenim Državama Wallace and Tiernan. Njegova upotreba je dostigla vrhunac tokom ranih 1970-ih za lečenje nesanice, kao sedativ i kao mišićni relaksant.
Metahalon je postajao sve popularniji kao rekreativna droga i klupska droga tokom kasnih 1960-ih i 1970-ih, poznata kao „luds” ili „disko biskits” zbog svoje široke upotrebe tokom popularnosti diskoteka 1970-ih, ili „sopers” (takođe „sapuni“) u Sjedinjenim Državama i Kanadi, i „mandrejks“ i „mandis“ u Ujedinjenom Kraljevstvu, Australiji i Novom Zelandu. Supstanca se prodavala i kao slobodna baza i kao so (hidrohlorid). Ova upotreba znači da je lek kontrolisan u većini zemalja i da je pod Planom II Konvencije Ujedinjenih nacija o psihotropnim supstancama.

## Medicinska upotreba
Metahalon je sedativ koji povećava aktivnost GABA receptora u mozgu i nervnom sistemu, slično benzodiazepinima i barbituratima. Kada je aktivnost GABA povećana, krvni pritisak opada, a disanje i puls se usporavaju, što dovodi do stanja duboke relaksacije. Ova svojstva objašnjavaju zašto je metakvalon prvobitno uglavnom bio propisivan za nesanicu.
Metahalon se ne preporučuje za upotrebu tokom trudnoće i spada u lekove kategorije trudnoće D.

## Osobine
Metahalon je organsko jedinjenje, koje sadrži 16 atoma ugljenika i ima molekulsku masu od 250,295 .
| Osobina                  | Vrednost |
| ------------------------ | -------- |
| Broj akceptora vodonika  | 2        |
| Broj donora vodonika     | 0        |
| Broj rotacionih veza     | 1        |
| Particioni koeficijent ( | 3,1      |
| Rastvorljivost (logS, log(mol/L))       | -4,0     |
| Polarna površina (PSA, Å2)  | 32,7     |

## Literatura
- Hardman JG, Limbird LE, Gilman AG (2001). Goodman & Gilman's The Pharmacological Basis of Therapeutics (10. изд.). New York: McGraw-Hill. ISBN 0071354697. doi:10.1036/0071422803.
- Thomas L. Lemke; David A. Williams, ур. (2007). Foye's Principles of Medicinal Chemistry (6. изд.). Baltimore: Lippincott Willams & Wilkins. ISBN 0781768799.
- Anvisa (2023-07-24). „RDC Nº 804 - Listas de Substâncias Entorpecentes, Psicotrópicas, Precursoras e Outras sob Controle Especial” [Collegiate Board Resolution No. 804 - Lists of Narcotic, Psychotropic, Precursor, and Other Substances under Special Control] (на језику: португалски). Diário Oficial da União (објављено 2023-07-25). Архивирано из оригинала 2023-08-27. г. Приступљено 2023-08-27.

## Spoljašnje veze
|  | Molimo Vas, obratite pažnju na važno upozorenje u vezi sa temama iz oblasti medicine (zdravlja). |